# プラテオサウルス

人間との大きさ比較

プラテオサウルス（Plateosaurus=“平らな爬虫類”の意）は三畳紀後期（約2億1,400万 - 2億400万年前）に生息していた古竜脚類の恐竜。大型種では全長が5 - 10メートル、体重が600キログラム - 4トンに達した。最初期の大型植物食恐竜で、ドイツ、フランス、スイス、グリーンランドなど、広い範囲で発見されている。大人と思われる化石でもいろいろな大きさのものが見つかっている。
どこかテリジノサウルス上科を思わせる小さな頭部が付いた細長い首が、ワイン樽のような太ましい胴体から伸びていた。前肢は後肢に比べ短かったが、それでも強力であった。とりわけ前肢の第一指には大きく発達した鉤爪が生えており、戦闘や採食に使われたと考えられている。しばしば4足歩行の復元をされているが、実際には主に2足歩行をしていた事が重心の研究によって示されている。
一時期は前肢の指に基づき、竜脚類の祖系ではないとされていたが、最近では再び祖系に分類されている。この研究に伴い“古竜脚類”は不適切な分類群となった。そのため以降は“”を付けて表記する。

## 古生物学

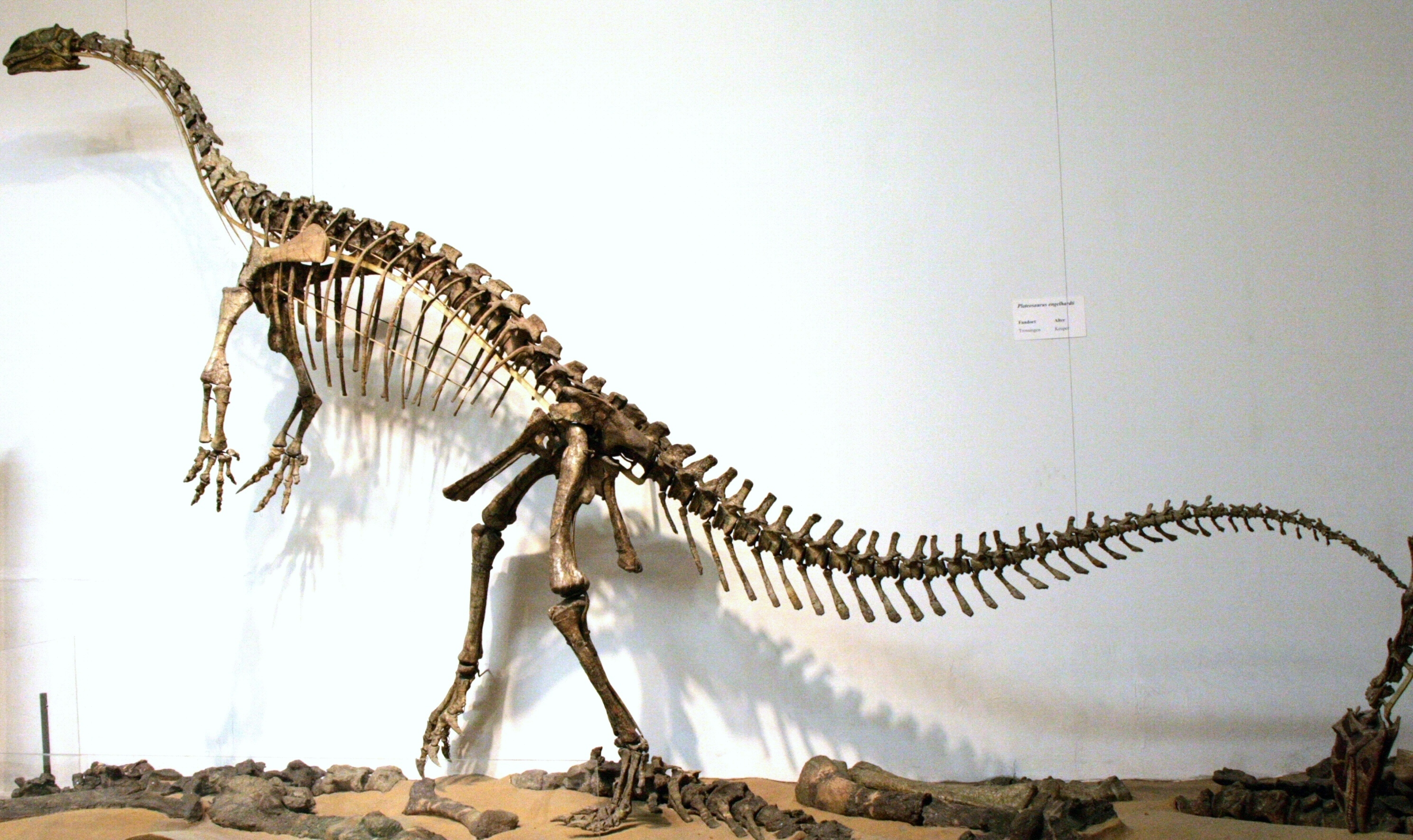
全身骨格

### 食性/採食方法

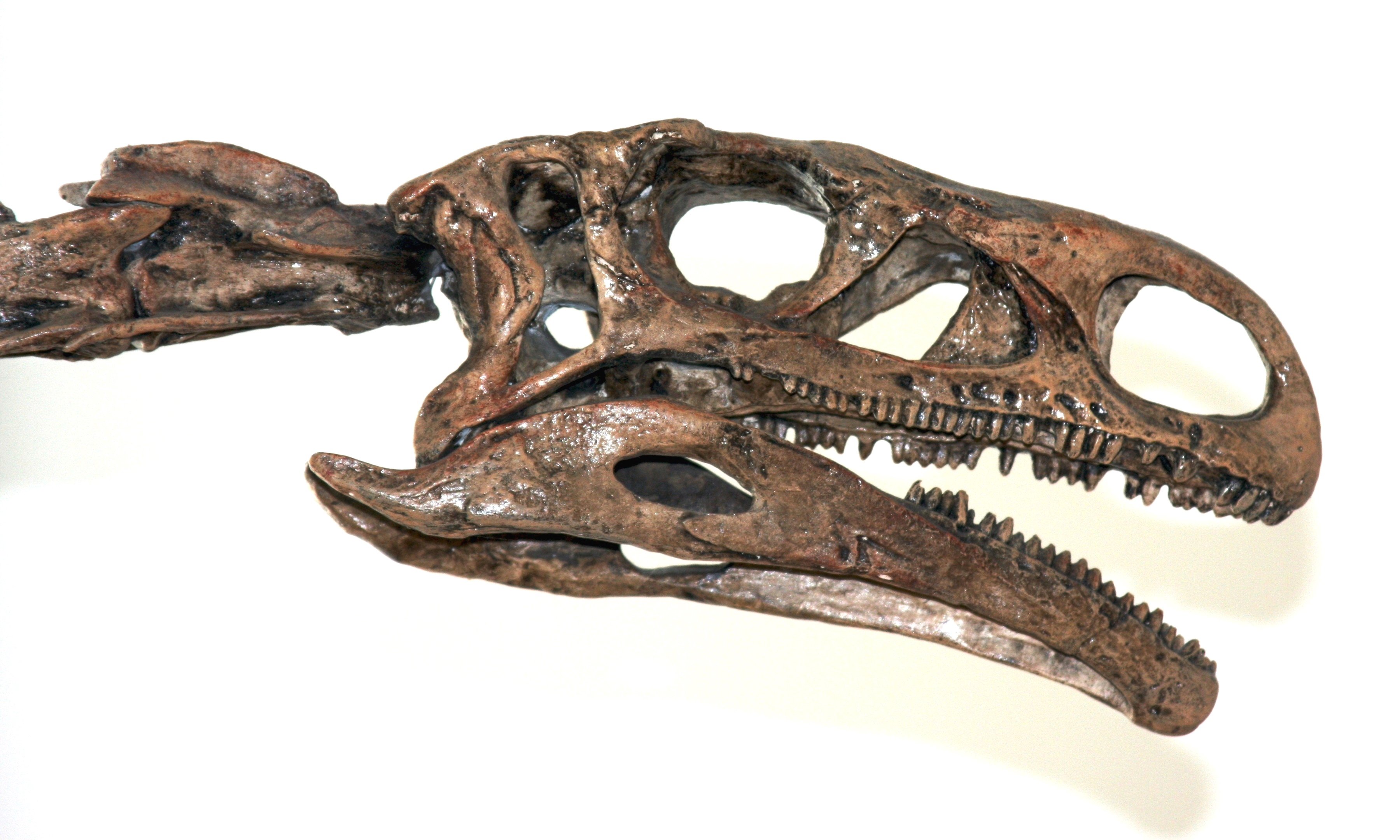
頭骨

プラテオサウルスは肉食性爬虫類(例オオトカゲ)よりも植物食性爬虫類(例グリーンイグアナ)に近い顎関節をしていた。そこに並ぶ歯は現代のイグアナと似ており、粗い鋸歯のある歯で植物を主食にしていたと考えられる(あくまでも主食の話で、場合によっては雑食性にもなった)。また歯冠の幅の最大値は他の“古竜脚類”の歯根の最大値よりも大きかった。ポール・バレットは“古竜脚類”が食べたのは植物だけでなく、時として死肉や小動物などで足りない栄養を補っていた可能性を提案している。こうした行動は現生の植物食動物でも知られている。
自由自在に動かせる長い首と先細りの口器により、プラテオサウルスは効率的な採食が可能だった。ただし後の植物食恐竜ほどは洗練されていない。具体的な方法は、口で餌を直接を噛み取って喉へ送るか、前肢で頭上の枝葉を手繰り寄せるかして頬張っていた。これに近い行動はテリジノサウルスやメガテリウムにも見られる。
現在までにプラテオサウルスから明確な胃石は発見されていない。だが近縁種(を含む大半の恐竜)で胃石が確認されている事、そして頭部の消化能力が低い(咀嚼が不得手だった)事から、かつてプラテオサウルスも日常的に胃石を保持していた可能性が高いとされてきた。こうした胃石は消化器の1つ砂嚢の中で石臼を思わせる働きをし、これで破壊された植物は消化液やバクテリアによって分解される。しかし最近では胃石の総量、重量、表面構造の研究者によって先述の“石臼説”は否定されつつある。なお恐竜の胃石はプシッタコサウルスやロウリンハノサウルス、そして現生鳥類でも確認されている。これは胃石が各系統で独自に獲得していた事を示す。

### 四肢
大腿よりも長い脛や、脚部に備わった太い筋肉により、プラテオサウルスは重々しい見た目に反して俊足を誇る恐竜だと考えられている。こうした特徴はパンファギアのような最初期の竜脚形類の容姿を色濃く残していると言える。
以前グレゴリー・ポールなどは前肢を地面に付けた4足姿勢による歩行や疾走をしていたと考えていたが、現在ではプラテオサウルスを含む全ての恐竜は、その前肢が疾走に適していない事が分かり（回内の有無が原因）、走行に際しては2本の後ろ脚だけを使っていた事が明らかになっている。

## 古生態学

### 活動時間
強膜輪(眼球の支えをし、時には“絞り”となるリング状の骨)の研究から、プラテオサウルスは朝方や夕方に活動的だった可能性が指摘されている。これは真昼の暑さを凌ぐのに役立ったらしい。

### コミュニケーション
ある種の推測によると、長い気管、全身に張り巡らされた気嚢、そして含気性の胸骨を使い大きな咆哮を上げる事が可能だったとされている。さらにプラテオサウルスでは舌骨も発達していた。この条件は他の竜脚類や獣脚類にも当てはまっていた。実際に吠えることができたかは不明だが、もし吠えていたのであれば、それは他者への意思表示（ディスプレイや威嚇）に使われていた可能性もある。

### 自衛
プラテオサウルスは最大だと全長10メートル前後、体重は4トンに達した。これだけでも肉食動物に対する有効な防衛策となった。しかし前述の咆哮や体格でも相手が引き下がらなければ、筋肉質で柔軟な尻尾による殴打、もしくは四肢を振り回した打撃によって撃退しようとしたと考えられる。また前肢を使う場合には、3本の鉤爪が斬撃か刺突に役立てられた。状況によっては俊足を生かして逃亡を図る事もあったと考えられる。

## 集団死
プラテオサウルスは数箇所の発掘地から複数体が纏まって産出する事があり、これら全てが同一の群れではないにしろ、一部は群れの仲間だった可能性がある。しかし更に重要なのは、彼らが泥沼で密集したまま息絶えていた事だった。こうした集団死は、体重の重いプラテオサウルスが誤って底なし沼へと嵌り込んだ事で発生したと考えられている。発掘地からは基本的に成体しか発見されておらず、これは体重の軽さが幸いして幼体が脱出に成功した事を示唆している。さらに獣脚類(おそらくリリエンステルヌス)の抜け落ちた歯が化石の中に混ざっており、こちらはプラテオサウルスが泥の中で天敵に襲われたか、もしくは死後に死骸を漁られた事を表している（獣脚類は後ろ脚の構造により、泥へ嵌り込まなかったと考えられている）。似た事例はラ・ブレア・タールピットやクリーブランド・ロイド、そしてグアンロンの発掘地でも確認されているが、それら3箇所と異なり捕食動物は泥の犠牲にならなかった。